# Juan Francisco Reyes
Juan Francisco Reyes López (Ciudad de Guatemala, 10 de julio de 1938–ib., 10 de enero de 2019) fue un político guatemalteco, que fungió como vicepresidente de Guatemala del 14 de enero de 2000 al 14 de enero de 2004 en el gabinete del presidente Alfonso Portillo.